# 兗州
兗州（えんしゅう）は、中国にかつて存在した州。
初出は『尚書』禹貢篇で、九州のひとつに挙げられた。黄河と済水のあいだの地であり、黄河の九の支流が集まって雷夏沢を形成したとされる。
前漢のとき、兗州刺史部が置かれ、東郡・陳留郡・山陽郡・済陰郡・泰山郡・城陽国・淮陽国・東平国を管轄した。
後漢の兗州は、陳留郡・東郡・東平郡・任城郡・泰山郡・済北郡・山陽郡・済陰郡を管轄した。
西晋の兗州は、陳留国・濮陽国・済陰郡・高平国・任城国・東平国・済北国・泰山郡を管轄した。
北魏の兗州は、泰山郡・魯郡・高平郡・任城郡・東平郡・東陽平郡を管轄した。南朝では南兗州が僑置された。
583年（開皇3年）、隋が郡制を廃すると、兗州の属郡は廃止された。606年（大業2年）、兗州は魯州と改称され、滑州は兗州と改称された。607年（大業3年）に州が廃止されて郡が置かれると、兗州は東郡と改称され、魯州は魯郡と改称された。
622年（武徳5年）、唐が徐円朗を平定すると、魯郡は兗州と改められた。742年（天宝元年）、兗州は魯郡と改称された。758年（乾元元年）、魯郡は兗州の称にもどされた。兗州は河南道に属し、瑕丘・曲阜・乾封・泗水・龔丘・鄒・任城・金郷・魚台・萊蕪の11県を管轄した。
1118年（政和8年）、北宋により兗州は襲慶府に昇格した。襲慶府は京東西路に属し、瑕・仙源・奉符・泗水・龔・鄒・萊蕪の7県と萊蕪監を管轄した。
金のとき、兗州は山東西路に属し、嵫陽・曲阜・泗水・寧陽の4県を管轄した。
元のとき、兗州は済寧路に属し、嵫陽・曲阜・泗水・寧陽の4県を管轄した。
1385年（洪武18年）、明により兗州は兗州府に昇格した。兗州府は山東省に属し、直属の滋陽・曲阜・泗水・寧陽・鄒・滕・嶧・金郷・魚台・単・城武の11県と済寧州に属する嘉祥・鉅野・鄆城の3県と東平州に属する東阿・陽穀・汶上・寿張・平陰の5県と曹州に属する曹・定陶の2県と沂州に属する郯城・費の2県、合わせて4州23県を管轄した。
清のとき、兗州府は山東省に属し、滋陽・曲阜・泗水・寧陽・鄒・滕・嶧・陽穀・汶上・寿張の10県を管轄した。
1913年、中華民国により兗州府は廃止された。